# Marszałek lotnictwa
Marszałek lotnictwa (ros. маршал авиации) – stopień wojskowy w wyższym korpusie oficerskim Armii Czerwonej, Armii Radzieckiej i Siłach Zbrojnych Federacji Rosyjskiej) poniżej stopnia główny marszałek lotnictwa, równorzędny ze stopniem generała armii (w marynarce wojennej - admirała floty. Wprowadzony dekretem Prezydium Rady Najwyższej ZSRR z 16 stycznia 1943, był nadawany do 26 kwietnia 1984. Nie przewidziany w Siłach Zbrojnych Federacji Rosyjskiej.

## Marszałkowie lotnictwa
- Fiodor Astachow (19 sierpnia 1944);
- Grigorij Worożejkin (19 sierpnia 1944);
- Nikołaj Skripko (19 sierpnia 1944);
- Fiodor Fałalejew (19 sierpnia 1944);
- Siergiej Chudiakow (19 sierpnia 1944);
- Siemion Żaworonkow (25 września 1944);
- Siergiej Rudenko (11 marca 1955);
- Władimir Sudiec (11 marca 1955);
- Stiepan Krasowski (8 maja 1959);
- Jewgienij Sawicki (6 maja 1961);
- Filipp Agalcow (28 kwietnia 1962);
- Jewgienij Łoginow (28 października 1967);
- Iwan Borzow (16 grudnia 1972);
- Aleksandr Pokryszkin (16 grudnia 1972);
- Gieorgij Zimin (5 listopada 1973);
- Aleksandr Jefimow (29 kwietnia 1975);
- Iwan Pstygo (29 kwietnia 1975);
- Aleksandr Siłantjew (19 lutego 1976);
- Grigorij Skorikow (4 listopada 1980);
- Nikołaj Skomorochow (2 listopada 1981);
- Piotr Kirsanow (16 grudnia 1982);
- Anatolij Konstantinow (30 kwietnia 1985);
- Iwan Kożedub (6 maja 1985);
- Aleksandr Wołkow; (15 lutego 1959);
- Jewgienij Szaposznikow (26 sierpnia 1991).